# Centre Court (Wimbledon)

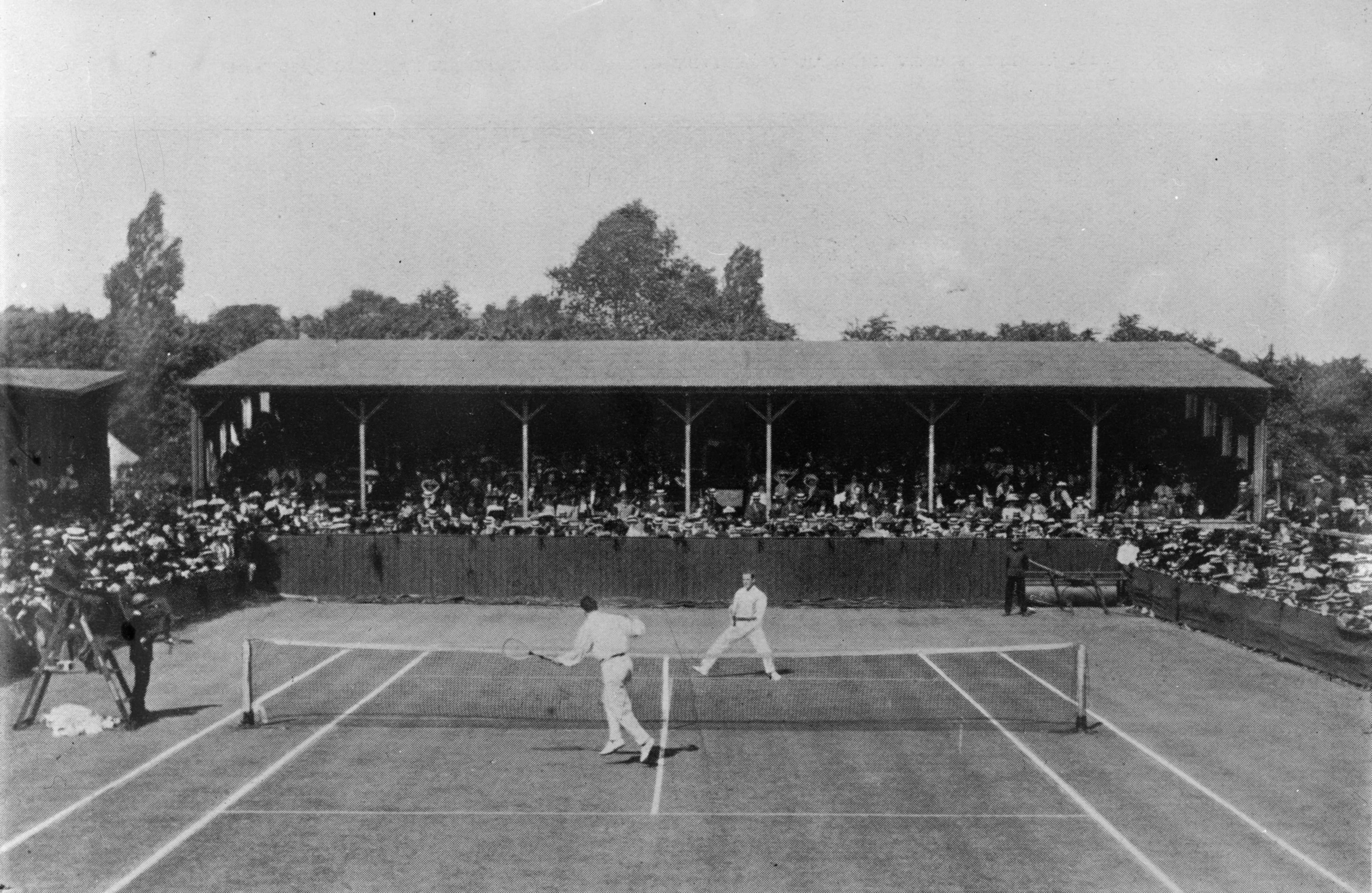
Der Centre Court 1910 beim Finale zwischen Anthony Wilding und Beals Wright

Der Centre Court ist der Haupttennisplatz der Wimbledon Championships in London, England. Benutzt wird er ausschließlich während der zwei Wochen des Tennisturniers. Eigentümer ist der All England Lawn Tennis and Croquet Club.

## Geschichte
Der Name Centre Court leitet sich durch die Lage des Hauptplatzes ab, der bis 1921 im Zentrum von allen anderen Plätzen an der Worple Road in Wimbledon lag. Als der Club 1922 an die Church Road umzog, hat man den Namen behalten. Eingeweiht wurde das neue Stadion, das eine Kapazität von 14.000 Plätzen bot, von König George V. 2009 wurde eine Renovierung des Stadions beendet. Die Kapazität wurde von 13.800 auf 15.000 erhöht und ein verschließbares Dach wurde montiert. Das Dach hat eine Spannweite von ca. 77 m und lässt sich bei Regen in unter 10 Minuten verschließen. Eingeweiht wurde der modernisierte Centre Court am 17. Mai 2009 mit einem Mixed zwischen Steffi Graf / Andre Agassi und Kim Clijsters / Tim Henman.